# Kleine pelikaan
De kleine pelikaan of roodrugpelikaan (Pelecanus rufescens) is een soort uit de familie van de pelikanen De soort broedt in Afrika, het Zuiden van het Arabisch Schiereiland en Madagaskar in moerassen en ondiepe meertjes.

## Herkenning
De naam geeft aan dat dit een relatief kleine soort pelikaan is. De vogel is 125 tot 132 cm lang en weegt 3,9 tot 7 kg. De snavel is 29 tot 38 cm lang en de spanwijdte is 2,16 tot 2,90 meter. De veren van de kleine pelikaan zijn grijs met wat wit met een rozerode rug waaraan het zijn alternatieve naam roodrugpelikaan te danken heeft. Het uiteinde van de snavel is geel en de keelzak is meestal grijs. Broedende volwassen exemplaren hebben lange veren op de kop.

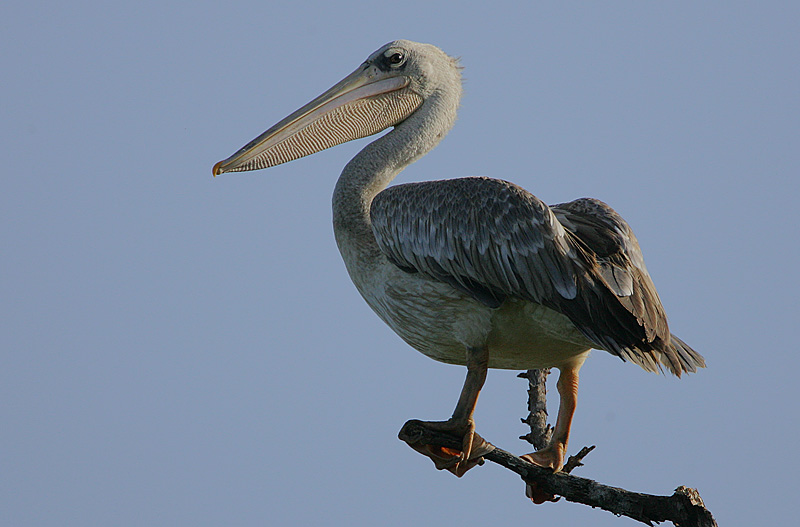
Kleine pelikaan in Gambia (Tendaba)

## Voortplanting
Het nest van een kleine pelikaan is samengesteld uit een grote berg takken. Ze leggen 2 tot 3 eieren per keer.

## Voedsel
Het voedsel van de kleine pelikaan bestaat meestal uit vis en amfibieën. Gewoonlijk gaan kleine pelikanen in groepjes op zoek naar voedsel. Jonge kleine pelikanen eten door hun hoofd diep in de krop van hun ouders te steken en de gedeeltelijk verteerde vis te pakken.

## Verspreiding en leefgebied
De kleine pelikaan komt voor in grote delen van Afrika ten zuiden van de Sahara en verder op Madagaskar en het zuiden van het Arabische schiereiland. Daar heeft de vogel een groot aantal landschapstypen als leefgebied.Bij voorkeur leeft de vogel in zoetwatermoerassen, meren, rivieren en gebieden die tijdelijk overstroomd raken. De vogel wordt ook broedend aangetroffen langs zeekusten in baaien, mangrovebos en zelfs in droge gebieden, mits daar sprinkhanen in overvloed aanwezig zijn. Zij nestelen zowel in bomen als op de grond in duingebieden of rotskliffen of koraalriffen. Bijzonder is ook dat deze pelikaan soms in de nabijheid van menselijke nederzettingen broedt op bijvoorbeeld aanlegpieren.

## Status
Plaatselijk wordt het leefgebied van deze soort bedreigd door drooglegging van moerassen, houtkap en verstoring. De kleine pelikaan heeft echter een groot verspreidingsgebied en daardoor is de kans op de status kwetsbaar (voor uitsterven) zeer gering. De grootte van de wereldpopulatie is niet gekwantificeerd. Men veronderstelt dat de soort gemiddeld in aantal stabiel is. Om deze redenen staat de kleine pelikaan als niet bedreigd op de Rode Lijst van de IUCN.